# Reinos Maravi
Los reinos Maravi fueron una serie de Estados africanos precoloniales establecidos por etnias hablantes de chichewa. La primera documentación sobre uno de estos reinos data de comienzos del siglo XVII, si bien se cree que existieron desde el siglo XIV o desde el XV. Se conoce la existencia de otro reino maravi en el siglo XVI, en torno al río Shire, y un tercero en la actual provincia de Tete (Mozambique), ambos escindidos del primero.
Algunos historiadores creen que la etnia chewa abandonó el Imperio luba antes del año 1450 para asentarse en los bordes del lago Malaui, mezclándose con los pobladores del lugar y adquiriendo entonces el nombre de maravi, del cual deriva el de Malaui.

## Historia

### De la religión a la política
Los maravi eran un grupo de etnias bantúes, algunas de las cuales migraron desde los territorios pertenecientes al Imperio luba por causas desconocidas hasta el lago Malaui, donde encontraron una primitiva estructura política que terminaron por desintegrar. Estaban divididos en clanes y el término Maravi acabó designando una localización geográfica, no una etnia.
Aunque cada reino fue independiente política y económicamente, sus sistemas estaban fundamentados en un culto análogo que puede catalogarse dentro de la Edad del Hierro africana. En torno a una serie de altares se centralizaban cultos prehistóricos hacia una misma deidad. En torno a estos lugares sagrados se formaron jerarquías que después tomaron función política. A veces estos cargos también llevaban aparejadas tierras. Durante los siglos XIV y XV esta organización devino en una realeza, la cual estableció sus propios cultos, donde el fuego era un elemento muy importante, especialmente en el rito de acceso a la pubertad. Este fuego se mantenía activo hasta la muerte de cada rey. Cada nuevo gobernante tenía su propio altar, y éstos competían entre sí, dando lugar a diversos reinos. Los kalonga (título de los dirigentes) eran del clan Firi. Sus mujeres portaban el título de mwali y debían pertenecer al clan Banda.

### Los reinos maravi
Según el título de sus gobernantes era el dado al reino: Kalonga (jefe de jefes), en torno al lago Malaui. Durante el siglo XV el reino, cuya capital era Manthimba, se expandió por el norte de Mozambique. En torno a 1600 parece ser que el territorio atravesaba una crisis política que auguraba su desmembramiento. Esta situación, motivada por luchas de poder y disensiones en la familia real, terminó en el nuevo linaje real de Chisakamzondi Msenya Undi y sus descendientes, quienes se desplazaron a la actual provincia de Tete en Mozambique a finales de la década de los 1560, creando un nuevo Estado maravi que por extensión y riqueza llegó a considerarse un imperio.

### Imperio
Bajo los reinados de Undi y Lundu los límites de los maravi se expandieron extraordinariamente, configurando un gran imperio en los siglos XVI y XVII. Posteriormente, este imperio dio lugar a la etnia chewa.